# Vol'nyje Islands
Vol'nyje Islands är en ögrupp i Antarktis. Den ligger i havet utanför Östantarktis. Australien gör anspråk på området. Vol'nyje Islands ligger i sjön Vetvistoe.